# Herpsilochmus sellowi
A Herpsilochmus sellowi a madarak osztályának verébalakúak (Passeriformes) rendjébe és a hangyászmadárfélék (Thamnophilidae) családjába tartozó faj.

## Rendszerezése
A fajt Bret M. Whitney és José Fernando Pacheco írta le 2000-ben.

## Előfordulása
Brazília északkeleti részén honos. Természetes élőhelyei a szubtrópusi vagy trópusi lombhullató erdők, valamint száraz szavannák és bokrosok. Állandó, nem vonuló faj.

## Megjelenése
Testhossza 10,5-11,5 centiméter, testtömege 6,5–8 gramm.

## Életmódja
Rovarokkal táplálkozik.

## Természetvédelmi helyzete
Az elterjedési területe rendkívül nagy, egyedszáma viszont csökken, de még nem éri el a kritikus szintet. A Természetvédelmi Világszövetség Vörös listáján nem fenyegetett fajként szerepel.